# Günther Hinnenthal
Günther Hinnenthal (* 21. April 1903 in Köln-Ehrenfeld; † 9. Mai 1945 in Budweis) war ein Pfarrer der Bekennenden Kirche und hat während der Judenverfolgung in der Zeit des Nationalsozialismus dabei geholfen, mindestens einen zum Christentum konvertierten Juden vor der Deportation zu bewahren. – In den umfangreichen Gestapo-Akten befindet sich häufig der Vermerk: „Er ist ein fanatischer Anhänger der Bekenntniskirche, in diesem Kampfe steht er in vorderster Linie.“

## Leben
Er war Mitglied zunächst im „Wandervogel“ – der Idealismus der Jugendbewegung führte ihn zum Entschluss, Pfarrer zu werden. Dem Studium der Theologie folgte das Vikariat. Während des Vikariats in Barmen vertrat er mehrere Monate den deutschen Pfarrer in Amsterdam. Die Ordination erfolgte 1930. Er war hiernach Pfarrer in Bärweiler bei Sobernheim bis Januar 1934.
Er heiratete 1932 und aus der Ehe gingen fünf Kinder hervor.
Ab 1933/34 war Günther Hinnenthal Mitglied in der Nahebruderschaft der „Bekennenden Kirche“. Von Januar 1934 bis Dezember 1937 war er Pfarrer in Meisenheim.

### Disziplinarverfahren
Ein Meisenheimer Presbyter beschwerte sich 1934 und 1935 beim Konsistorium über die Verlesung von Aufrufen der Bekennenden Kirche und die Nichtverlesung von Aufrufen des Konsistoriums und des Reichsbischofs. Von Juni bis Okt. 1937 erfolgte eine Beurlaubung vom Dienst wegen eines Disziplinarverfahrens mit dem Vorwurf der Untreue, das im Dezember 1937 eingestellt wurde. Trotzdem bestrafte ihn der Rechtsausschuss der altpreußischen Kirchenprovinz Rheinland „mit einer Versetzung“ wegen „fehlender Treue zum Konsistorium“.
Während der Zeit der Beurlaubung, in der er sich nicht zu Hause aufhalten durfte, erfolgte eine Anzeige bei der Stapoleitstelle Stettin, weil er sich dort „für die Bekenntnisfront eingesetzt und Gottesdienste gehalten hatte, deren Predigten staatsfeindlichen Charakter trugen“. Hier liegt die Vermutung nahe, dass er während dieser Zeit im illegalen Predigerseminar in Finkenwalde bei Stettin (von Dietrich Bonhoeffer geleitet) untergetaucht war.

### Strafversetzung
Die Strafversetzung führte ihn nach Pfalzfeld/Hunsrück. Hier erfolgte eine Anzeige wegen Verstoßes gegen das „Heimtückegesetz“.
Anfang 1938 wurde er vom Presbyterium der Ev. Kirchengemeinde Kaldenkirchen/Niederrhein zum Pfarrer der Gemeinde gewählt. Am 4. August 1938 verweigerte er den Treueeid auf Hitler mit 9 weiteren Pfarrern aus der Bruderschaft. Im Mai 1939 und März/April 1940 folgten Ermittlungen wegen Verunglimpfung des EK-Abzeichens und im September/Oktober 1940 Ermittlungen wegen Umgehung der Postzensur durch einen Brief nach Frankreich.
1941 bis Anfang 1942 half er Pfarrer Veit, der dies nach dem Krieg bezeugte, einen „Judenchristen“ vor der Deportation zu bewahren. Weitere Hilfen für Juden oder konvertierte Christen sind nicht bezeugt, aber auch nicht ausgeschlossen, da er ständig nach Venlo in den Niederlanden pendelte, um dort Religionsunterricht zu erteilen und in der evangelischen Gemeinde zu helfen. In der „Geschichte der Stadt Kaldenkirchen“ wird von Anzeigen bei der Gestapo berichtet, dass Bürger in den Verdacht geraten waren, bei der „illegalen Auswanderung von Juden nach Venlo behilflich“ gewesen zu sein. Ab Anfang 1942 wurde Günther Hinnenthal die tägliche Ein- und Ausreise nach Venlo nicht mehr erlaubt.

### Kriegsdienst und Tod
Ende 1942 sollte er zum Militärdienst eingezogen werden. Gegen die Verwendung als Kriegspfarrer wurden politische Bedenken erhoben und er wurde als Sanitäter eingesetzt. Aus Briefen, die im Archiv der Evangelischen Kirchengemeinde Kaldenkirchen gefunden wurden, geht hervor, dass er als Sanitäter auch seelsorgerisch tätig war. Aus dem Krieg kehrte er nicht zurück. Er galt lange Zeit als vermisst. Nach Bekanntwerden seines Todes wurde in der katholisch geprägten Stadt Kaldenkirchen eine Straße nach ihm benannt.